# ヘジェシュハロム
ヘジェシュハロム (ハンガリー語 : Hegyeshalom) は、ハンガリーのジェール・モション・ショプロン県の、人口約3500人の村である。オーストリアとハンガリーとの国境に位置し、スロバキアとハンガリーの国境からもわずか15kmほどである。ヘゲシャロムとも表記する。

## 歴史
アンドラーシュ2世の時代の勅書が、この地について言及している。オスマン帝国との戦争の後に、ユダヤ系ドイツ人が入植するようになった。ヘジェシュハロムという地名は、ハンガリー語で折り重なった山地を意味し、ヘブライ語のシャロームという単語とは無関係である。

## 国境検査
かつてヘジェシュハロムは、ハンガリーとオーストリア、スロバキアとの間の出入国審査箇所であったが、2007年12月21日からはハンガリーとスロバキアがシェンゲン圏に加入したため、ここでの国境検査は無くなった。
ハンガリーのM1号線高速道路がヘジェシュハロムを通過している。M1号線はオーストリアのA4号線高速道路と接続している。また、ヘジェシュハロムは、ブダペストとウィーンやブラチスラバとを結ぶ鉄道の国境通過点でもある。ヘジェシャロム駅にはハンガリー国鉄の411形蒸気機関車が展示してある。

## 観光
13世紀のアールパード朝時代に建てられた教会が知られる。ロマネスク様式であったが、15世紀にはゴシック様式に手直しされた。